# دیو هیکسون
دیو هیکسون (انگلیسی: Dave Hickson؛ ۳۰ اکتبر ۱۹۲۹ – ۸ ژوئیهٔ ۲۰۱۳) یک بازیکن فوتبال اهل بریتانیا بود. 